# Diakonoffiana
Diakonoffiana är ett släkte av fjärilar. Diakonoffiana ingår i familjen vecklare.
Kladogram enligt Catalogue of Life:
| Diakonoffiana | \| \| Diakonoffiana cyanitis \| \| \| \| \| \| Diakonoffiana mataea \| \| \| \| \| \| Diakonoffiana saloris \| \| \| \| \| \| Diakonoffiana syngena \| \| \| \| |
|               | \| \| Diakonoffiana cyanitis \| \| \| \| \| \| Diakonoffiana mataea \| \| \| \| \| \| Diakonoffiana saloris \| \| \| \| \| \| Diakonoffiana syngena \| \| \| \| |
|               | Diakonoffiana cyanitis |
|               | |
|               | Diakonoffiana mataea |
|               | |
|               | Diakonoffiana saloris |
|               | |
|               | Diakonoffiana syngena |
|               | |